# アキ・アレオン
アキ・アレオン（Aki Aleong, 本名：Assing Aleong、1934年12月19日 - 2025年6月22日）は、アメリカ合衆国の俳優、シンガーソングライター。
トリニダード・トバゴ・ポートオブスペイン出身。悪役での出演が多く、映画『ブラドック/地獄のヒーロー3』ベトナム軍のクオック将軍役や、テレビドラマ『バビロン5』の地球同盟政府のヒドシ議員役などで知られる。
認知症との闘病の末、2025年6月22日、ロサンゼルス市内シルマーの自宅で死去。90歳没。

## 主な出演作品

### 映画
- 追撃機 The Hunters (1958) クレジットなし
- 戦雲 Never So Few (1959)
- グローリーホールの決闘 Buckskin (1968)
- 黄昏のブルックリン・ブリッジ Over the Brooklyn Bridge (1984)
- ビバリーヒルズ・マダム Beverly Hills Madam (1986) テレビ映画
- ハノイ・ヒルトン The Hanoi Hilton (1987)
- ブラドック/地獄のヒーロー3 Braddock: Missing in Action III (1988)
- N.Y.コネクション II/倒錯の殺人プレイ Internal Affairs (1988) テレビ映画
- 戦場 Farewell to the King (1989)
- ドラゴンファイト Dragonfight (1990)
- カフス! Kuffs (1992)
- キング・オブ・キックボクサー3 Out for Blood (1992)
- ドラゴン/ブルース・リー物語 Dragon: The Bruce Lee Story (1993)
- グラマラス・キラーズ Fit to Kill (1993)
- 二重捜査線 The Force (1994)
- デッドリーターゲット/襲撃 Deadly Target (1994)
- クエスト The Quest (1996)
- ケーブルガイ The Cable Guy (1996)
- ルイス&クラーク&ジョージ Lewis & Clark & George (1997)
- ダブル・リアクション Perfect Assassins (1998) テレビ映画
- L.A.殺人捜査線 L.A. Sheriff's Homicide (2003) テレビ映画
- 砂と霧の家 House of Sand and Fog (2003)
- DRAGON BATTLE　EVOLUTION Sci-Fighter (2004)
- スーパーヒーロームービー!! -最'笑'超人列伝- Superhero Movie (2008)
- マキシマム・ブラッド Pound of Flesh (2015)
- デンジャラス・チェイス Abduction (2019)
- サロゲート (2020)

### テレビドラマ
- 危険を買う男ロビン・スコット The Case of the Dangerous Robin  (1960-1961)
- ベン・ケーシー Ben Casey (1961)
- ハワイアン・アイ Hawaiian Eye (1961)
- アウター・リミッツ The Outer Limits (1963-1964)
- アイ・スパイ I Spy (1965)
- バージニアン The Virginian (1967)
- アズ・ザ・ワールド・ターンズ As the World Turns (1981-1983)
- 超音速攻撃ヘリ エアーウルフ Airwolf (1984)
- V V (1984-1985)
- 驚異のスーパー・バイク ストリートホーク Street Hawk (1985)
- 女刑事キャグニー&レイシー Cagney & Lacey (1986)
- L.A.ロー 七人の弁護士 L.A. Law (1986)
- スケアクロウとキング夫人 Scarecrow and Mrs. King (1986)
- 特攻野郎Aチーム The A-Team (1986)
- ジェネラル・ホスピタル General Hospital (1985-1986)
- FBI特別捜査官 Mancuso, FBI (1989)
- グッドラックサイゴン Tour of Duty (1990)
- 新・宇宙戦争 War of the Worlds (1990)
- チャイナ・ビーチ China Beach (1990)
- スティール・ジャスティス Street Justice (1991-1992)
- 炎のテキサス・レンジャー Walker, Texas Ranger (1993)
- シークエスト Seaquest DSV (1994)
- バビロン5 Babylon 5 (1994)
- ビバリーヒルズ青春白書 Beverly Hills, 90210 (1994)
- 新・燃えよ!カンフー Kung Fu: The Legend Continues (1996)
- ピケット・フェンス ブロック捜査メモ Picket Fences (1996)
- 犯罪捜査官ネイビーファイル JAG (1996-1997)
- シカゴ・ホープ Chicago Hope (2000)
- ラリーのミッドライフ★クライシス Curb Your Enthusiasm (2001)
- ロズウェル - 星の恋人たち Roswell (2002)
- パワーレンジャー・ワイルドフォース Power Rangers Wild Force (2002)